# Gemeentehuis van Vorst

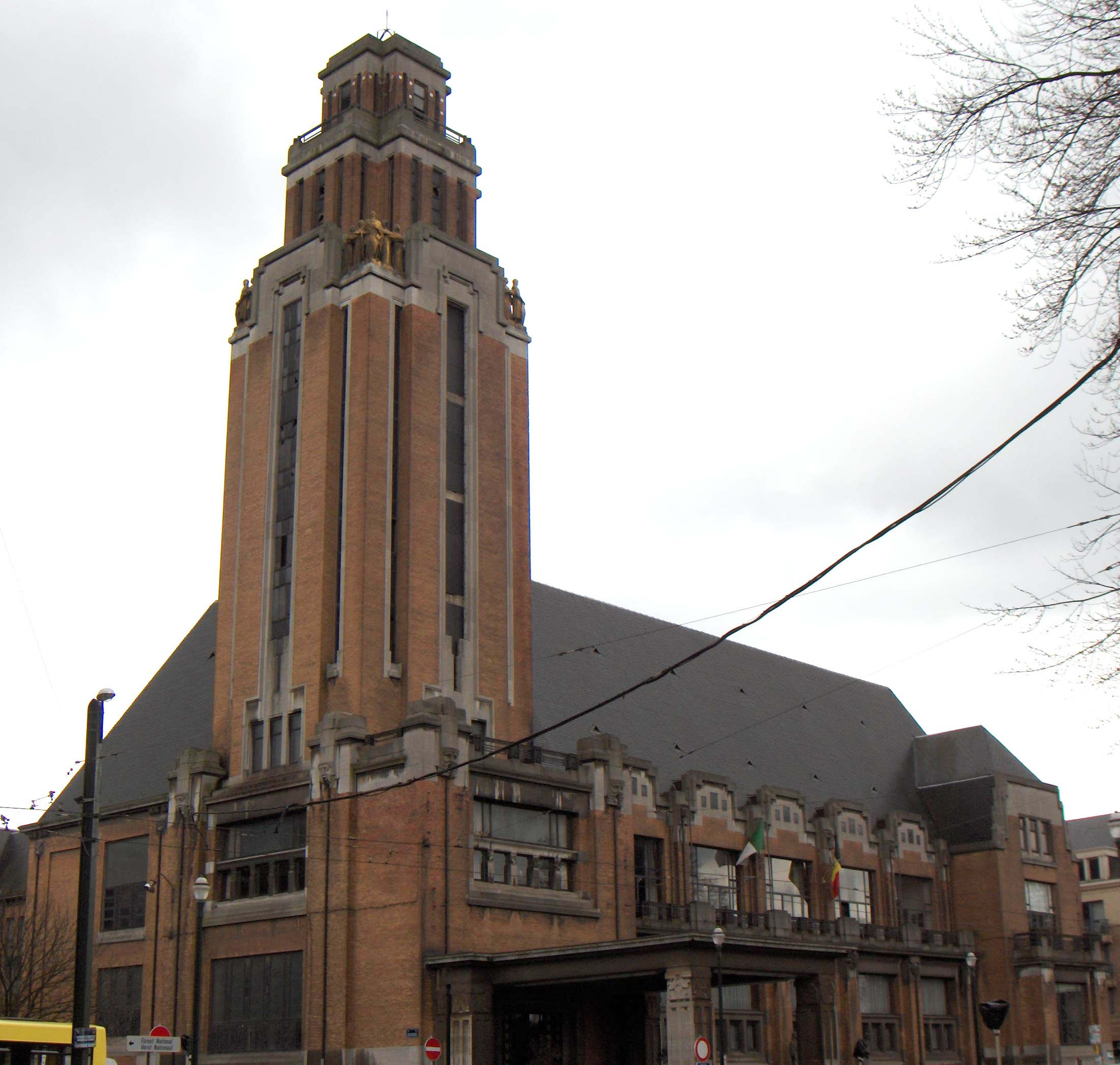
Gemeentehuis van Vorst

Het gemeentehuis van Vorst (Frans: Hôtel communal de Forest) is een openbaar gebouw in art-decostijl in de Belgische gemeente Vorst in het Brussels Hoofdstedelijk Gewest.

## Toelichting
Het gemeentehuis werd in 1925 ontworpen door architect Jean-Baptiste Dewin (1873-1948) en in 1938 in gebruik genomen. Het asymmetrisch ontwerp met een toren aan de zijkant is strak geometrisch van opbouw met gestileerde beelden. De gevels zijn uitgevoerd in kleine gele bakstenen. Het geheel werd in 1992 geklasseerd als beschermd monument.

Het gebouw is ook bekend omwille van de rijkelijke aankleding met beeldhouwwerk van Jean Canneel, Fernand Debonnaires, Marnix D'Haveloose, Lucien Hoffman, Jacques Marin, Victor Rousseau, Paul Stoffyn, Georges Vandevoorde, Antoine Vriens, Joseph Witterwulghe en Maurice Wolf., de glasramen van Georges Balthus en het meubilair van de Kunstwerkstede De Coene. Ook het kostbaar materiaalgebruik valt op: zwart mazymarmer en wit carraramarmer. De wandbekleding van de raadszaal is opgebouwd uit meer dan tien tropische houtsoorten.

Men is zinnens het gebouw te restaureren met aangepaste materialen, voorzien van de nieuwste informatica, volledig technisch in orde met dubbel glas en gedempt geluid, aldus architect Pascal Simoens van het bureau Cooparch-RU. De kosten van de restauratie raamt men op 11,8 miljoen euro.